# لوکیوس یونیوس بروتوس
لوکیوس یونیوس بروتوس (به لاتین: Lucius Iunius Brutus) یک سردار رومی بود که از تجاوزِ سکستوس به لوکرتیا انتقام کشید و تارکوئینیوس متکبر، هفتمین پادشاه روم، را بیرون کرد و جمهوری روم را بنیان گذاشت و نخستین کنسولش شد. او یکی از اجداد خاندان رومی یونیا بود، خاندانی که شامل دکیموس یونیوس بروتوس آلبینوس و مارکوس یونیوس بروتوس ــ مبدعان اصلی ترور ژولیوس سزار ــ می‌شود.

## در دوران پادشاهی روم
او در زمان پادشاهی دایی‌ مستبدش، لوکیوس تارکوئینیوس متکبر، می‌زیست که از ۵۳۴ ق.م. تا ۵۰۹ ق.م. سلطنت کرد. دایی‌اش هفتمین و البته ستمگرترین پادشاه روم بود که علاقهٔ زیادی به طرح‌های جاه‌طلبانه و جنگجویانه داشت. او بر دولت‌شهر گابیئی و بر وُلسکیان و روتولان هجوم برد و کوشید شهرشان آردئا را باحمله‌ای تصرف کند، اما جنگ طول کشید و فرساینده شد. پس سعی کرد شهر را با محاصره تسلیم خود کند. برای همین، اردوگاه‌هایی پیرامون آن شهر برپا کرد و سپاهیان را در آن‌ها اسکان داد و خود نیز در اردوگاه ماند، و چون جنگْ بیشتر فرساینده بود تا خونین، به سربازان مرخصی بسیار می‌دادند. در جریان یک باده‌گساری در خیمهٔ فرماندهان، بحث همسرانِ هریک از شاهزادگان به‌میان آمد. آنگاه، هریک با گزافه‌گوییْ زیبایی و کمالات و اخلاقِ همسرِ خودش را ستود و بعد که مجادله داغ شد، لوکیوس تارکوئینیوس کولاتینوس ــ پسرِ پسر عموی پادشاه ــ پیشنهاد کرد که همگی به‌خانهٔ همدیگر بروند و یواشکی رفتار زنانشان را ببینند تا معلوم شود که همسر کدام‌یک از بقیه زیباتر و بااخلاق‌تر است ـ او مطمئن بود که همسر خودش، لوکرتیا، باکمالات‌تر و عفیف‌تر از همسر بقیه است. شاهزادگان پیشنهادش را پذیرفتند و از اردوگاه (در آردئا) به‌سوی روم راه افتادند تا یواشکی همسران یکدیگر را دید بزنند و ببینند که هریک، در غیاب شوهرش، به چه‌کاری مشغول است. آنان دیدند که همسرانِ هرکدامشان فقط مشغول عیاشی با همسالانشان هستند. سپس به‌سوی کولاتیا (منزل کولاتینوس) تاختند تا به خانهٔ کولاتینوس هم بروند و همسر او، لوکرتیا، را هم ببینند و بعد دربارهٔ زنانشان جمع‌بندی کنند. شب‌هنگام، وقتی به خانهٔ کولاتینوس رسیدند، دیدند که لوکرتیا تا پاسی از شب مشغول رشتن پشم است و به کنیزانش هم کمک می‌کند. پس همسرِ کولاتینوس در مسابقهٔ فضیلت زنانه پیروز شد، و کولاتینوس به خودش بالید. سپس به‌سوی اردوگاه در آردئا بازگشتند.

### تجاوز پسر شاه به لوکرتیا
اما چند روز بعد، جوان‌ترین پسرِ پادشاه، سکستوس تارکوئینیوس، مخفیانه و بی‌آنکه کولاتینوس بداند، به کولاتیا بازگشت و از آن زن عفیف و زیبا خواست به زنا رضایت دهد. چون زن مخالفت کرد، سکستوس شمشیر کشید و او را به تجاوز تهدید کرد، اما زن به‌قیمت جانش نیز تسلیم بدکاری نشد. پس سکستوس او را تهدید به آبروریزی، به‌عنوان آخرین حربه، کرد و گفت که وقتی او را کشت، جنازهٔ لختِ یک غلام را کنارش قرار می‌دهد تا همه بگویند که او در جریان یک زنا، آن هم با یک غلام، کشته شده‌است. لوکرتیا دید که نه‌تنها جان که آبرویش نیز در خطر است، به‌ناچار به زنا رضایت داد. پس از آن، سکستوس، شادمان از مقهور کردن عفت زن، از کولاتیا رفت. لوکرتیا، که بسیار افسرده شده بود، پیکی نزد شوهرش کولاتینوس، در اردوگاه آردئا، و نزد پدرش لوکرتیوس، در روم، فرستاد و از آنان خواست که باشتاب به کولاتیا بیایند، و البته هرکدام یک مرد صمیمی و قابل‌اعتماد با خودش بیاورد. پس آن دو لوکیوس یونیوس بروتوس و پوبلیوس والریوس پوبلیکولا را برگزیدند و با هم، چهار نفری، به منزل لوکرتیا درآمدند. آنجا، لوکرتیا ماجرای تجاوز پسر پادشاه را برایشان شرح داد و از آنان خواست که انتقام او را از سکستوس بِکشند. پس چون آن چهار مرد سوگند انتقام‌گیری خوردند، لوکرتیا خنجری را که زیر جامه‌اش پنهان کرده بود در قلبش فروکرد و خودکشی کرد تا ثابت کند که فقط به‌خاطر حفظ آبرویش مجبور به تن دادن به رابطه با سکستوس شده بود، و گرنه به‌هیچ‌روی راضی به رابطه نبوده‌است.

### انقلاب و براندازی

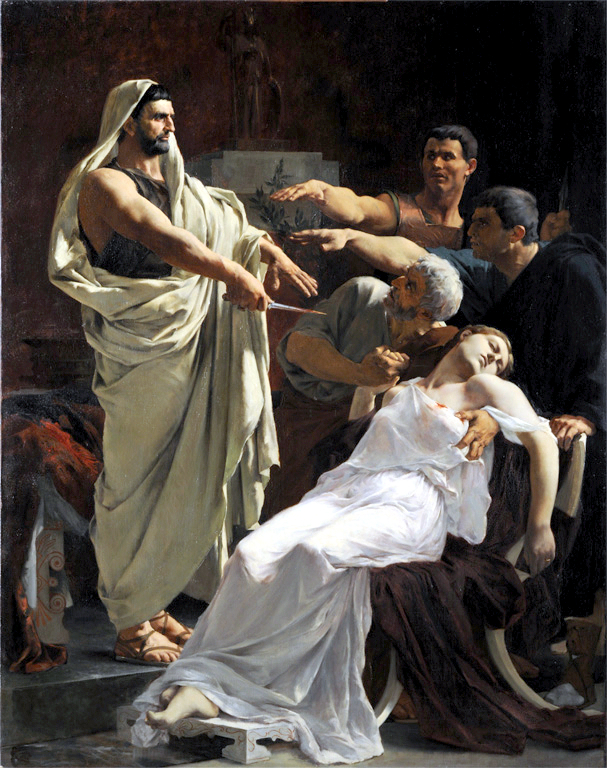
بروتوس خنجرِ آغشته به خونِ لوکرتیا را در دست می‌گیرد و سوگند می‌خورد که انتقام آن زن را از خاندان پادشاه می‌گیرد.

در حالی‌که همسر و پدرِ لوکرتیا مشغول شیون و زاری بودند، بروتوس خنجر را از قلب لوکرتیا درآورد و جلوی خود گرفت و به خون زن قسم خورد که انتقامش را می‌کشد و اجازه نمی‌دهد خاندان تارکوئینیان یا هر خاندان دیگری بر روم حکومت کنند. سپس، این چهار مرد جنازهٔ لوکرتیا را برداشته تا میدان عمومی شهر کولاتیا بردند و در معرض دید عموم گذاشتند و هریک از ددمنشی و گستاخی خاندان شاه دادوناله سرداد و کمک خواست ـ خاصه بروتوس از آنان خواست که، به‌جای گریستن بر جنازهٔ زن، دست به شمشیر ببرند و خاندان فاسد شاه را خلع کنند. پس عدهٔ زیادی از جوانان داوطلب شدند و سپاهی تشکیل داده به‌سوی روم راه افتادند. از قضا، چنان‌که پیش‌تر گفته شد، سپاه روم و پادشاهش، چند کیلومتر دورتر، مشغول محاصرهٔ شهر آردئا بودند و از شورش اهالی کولاتیا و حرکتشان به‌سوی روم خبر نداشتند. وقتی سپاه داوطلب کولاتیا به روم درآمد، چون مردم روم می‌دیدند که بروتوس و کولاتینوس و لوکرتیوس و پوبلیکولا ـ چهار تن از اشراف روم ـ در خط مقدم آن سپاه می‌آیند، تعجب کردند. بروتوس رومیان را به میدان مرکزی فراخواند و همان نطقی که برای اهالی کولاتیا ایراد کرده بود را برای رومیان هم کرد و از آنان خواست شمشیر بدست بگیرند و رأی به خلع قدرت لوکیوس تارکوئینیوس متکبر و، کلاً، خاندان تارکوئینیان بدهند. رومیان نیز پذیرفتند و با همسر و پدر لوکرتیا همدردی کرده رأی به خلع قدرت تارکوئینیوس ــ که با پسرانش در آردئا بود ــ دادند. وقتی این اخبار انقلابی را به تارکوئینیوس رساندند، او دستپاجه و هراسان با گارد وفادارش به‌سوی روم به‌راه افتاد تا شورش را بخواباند. اما دروازه‌های روم را به رویش بستند و حکم تبعیدش را قرائت کردند و اکثریت سپاهش، که در اردوگاه آردئا مانده بود، نیز با انقلابیان همدلی کرد و به شاه پشت کرد، و او مجبور شد با پسرانش به کائره، از دولت‌شهرهای اتروسکان و واقع در شمال روم، برود. بدین‌سان، دوران پادشاهی روم (۷۵۳ تا ۵۰۹ ق. م) به‌پایان رسید و جمهوری روم تأسیس شد.

## پس از تأسیس جمهوری

### تشکیل مقام کنسولی
در حکومت جدید، بجای یک پادشاه مطلقه دو کنسول در رأس قدرت بودند که هر دو به‌دست مردم و در مجمعی موسوم به مجمع کنتوریاها گزینش می‌شدند و اقتدارشان محدود به یک‌سال بود. نخستین کنسولان این جمهوری بروتوس (انتقام‌جوی لوکرتیا) و کولاتینوس (شوهر لوکرتیا) بودند. تاریخ‌نگار رومی سدهٔ یکم قبل از میلاد، تیتوس لیویوس، در کتاب از پیدایش روم می‌گوید که پس از تأسیس جمهوری نمایان‌ترین تفاوتی که با دوران پادشاهی روم پدید آمد این بود که قدرت شخص اول مملکت (=کنسول) محدود به یک سال شد، و گرنه در باقی موارد نخستین کنسولانِ جمهوری از همان اقتدارات و امتیازات و نمادهای پادشاه (از جمله تبردار) برخوردار بودند؛ مثلاً به یکی از آن دو کنسول (=بروتوس) دوازده تبردار دادند که در دولت پادشاهی نیز همین تعداد تبردار همراه شاه بودند.

### نخستین اقدامات برای تحکیم آزادی
نخستین کاری که بروتوس کرد این بود که شهروندان روم را ــ که بسیار دوستدار آزادی نوپایشان بودند ــ واداشت که سوگند بخورند که «اجازه نمی‌دهند کسی در روم پادشاه باشد،» چه بیمناک بود مبادا خاندان شاه مخلوع با التماس یا وعدهٔ زر ایشان را بفریبند و آزادی‌شان را بخرند.
سپس بروتوس حواس خویش را معطوف امور دینی-روحانی کرد: در رژیم پادشاهی، خودِ پادشاهان شخصاً بعضی مناسک اعطای قربانی را به‌جای می‌آوردند؛ حالا که شاهی نبود، برای آنکه جای خالی پادشاهان احساس نشود، بروتوس منصبی به‌نام «پادشاه قربانیان» را ایجاد کرد که متصدی‌اش به‌جای پادشاهان قربان می‌کرد. برای آنکه کلمهٔ «پادشاه» که در عنوانِ این منصب بود فرد متصدی‌اش را مستبد نکند و سودای پادشاهی در سرش نیفتد، این منصب را مادون منصب پونتیفکس قرار دادند.
ظاهراً، رومیان در پاسداری از آزادی نوپایشان بیش از اندازه حساس بودند: زیرا آقای لوکیوس تارکوئینیوس کولاتینوس، یکی از دو کنسول، فقط به‌سبب نام فامیلی «تارکوئینیوس» که داشت منفور شده بود، چه تارکوئینیوس نامِ پادشاهانِ پنجم و آخریِ روم نیز بود و، برای همین، توده‌ها از هرچه نام فامیلی تارکوئینیوس نفرت داشتند. ایشان گلایه می‌کردند که تارکوئینیوس‌ها بیش از حد به سلطنت خو گرفته‌اند؛ یعنی ابتدا تارکوئینیوس پریسکوس در ۶۱۶ ق.م. شاه شد و تا ۵۷۸ ق.م. سلطنت کرد و سرویوس تولیوس (ششمین شاه روم) جایش را گرفت، اما پسرِ شاه پیشین، تارکوئینیوس متکبر، تسلیم نشد و سلطنتی را که ارث پدری خود می‌دانست با زور و خدعه غصب کرد تا دومین تارکوئینیوسی شود که به سلطنت می‌رسد؛ یعنی حالا که تارکوئینیوس متکبر را از شهر رانده‌اند، یک تارکوئینیوس دیگر (لوکیوس تارکوئینیوس کولاتینوس) عالی‌ترین مقام جمهوری را دارد. کلاً، تارکوئینیوس‌ها بلد نیستند مثل یک شهروند عادی بزیند. پس کنسول بروتوس توده‌ها را به نشست فراخواند. در این نشست، او ابتدا سوگند توده‌ها مبنی‌بر اینکه «اجازه نمی‌دهند کسی بر روم حکومت کند یا خطری برای آزادی‌شان ایجاد کند» را بهشان یادآوری کرد و ایشان را سفارش کرد که این سوگند را با تمام وجود پاس دارند. سپس به توده‌ها حق داد که، با وجود اخراج خاندان شاه، خود را کاملاً آزادشده از استبداد ندانند؛ زیرا هنوز کسانی از خاندان شاه مخلوع نه‌تنها در شهرند بلکه بالاترین منصب را هم دارند، و همین امر خود خطری برای آزادیست. پس روی به همکارش تارکوئینیوس کولاتینوس کرده گفت:
«ای لوکیوس تارکوئینیوس کولاتینوس، داوطلبانه این ترسمان را بزدای. ما به‌خاطر داریم و اذعان هم می‌کنیم که تو چطور در خلع خاندان شاه به ما کمک کردی. حالا این لطفی که کردی را تکمیل کن و این نام شاهانه‌ات (=تارکوئینیوس) را بردار. من خودم تضمین می‌کنم که توده‌ها نه‌تنها دارایی‌هایت را بهت بازمی‌گردانند، بلکه اگر هم چیزی کم داشتی، سخاوتمندانه بهت می‌افزایند. برو ای دوست! جمهوری را از این ترسِ ظاهراً بی‌اساسش خلاص کن، چه این خلایق قویاً معتقدند که فقط با رفتن خاندان تارکوئینیان است که پادشاهی از روم رخت برمی‌بندد.»— تیتوس لیویوس، از پیدایش روم، جلد دوم، گفتار ۲
بزرگان شهر از جمله لوکرتیوس، پدرزنِ تارکوئینیوس کولاتینوس، جلو آمدند و همان خواهش‌ها را کردند و از او خواستند تا در برابر ارادهٔ عموم ملت کوتاه بیاید. تارکوئینیوس کولاتینوس کم‌کم ترسید که مبادا وقتی یک‌سال سپری شد و مدت قانونی کنسولی‌اش به پایان رسید و یک شهروند عادی شد، ایشان باز سراغش بیایند و همین درخواست‌ها را تکرار کنند و، علاوه‌بر این‌ها، دارایی‌هایش را هم غصب کنند. پس محترمانه و در اوج قدرت سیاسی استعفا کرد و با جملگی دارایی‌اش روم را به‌مقصد لاوینیوم ترک گفت. بروتوس شهروندان را فرمود که هرکس که از خاندان تارکوئینیوس است از شهر برود. سپس مجمع کنتوریاها را تشکیل داد که در آن پوبلیوس والریوس، به‌جای کولاتینوس، به‌عنوان کنسول همکار بروتوس برگزیده شد.

### تلاش‌های خاندان شاه برای بازگشت به قدرت
درحالی‌که رومیان تردید نداشتند که به‌زودی تارکوئینیان بر سر بازپس‌گیری تاج‌وتختشان جنگی با ایشان به‌راه خواهند انداخت، تارکوئینیان به‌جای جنگ به توطئه متوسل شدند. ماجرا از این قرار بود که در روم چند جوانِ اشرافی بودند که در زمان سلطنت تارکوئینیوس همسن و هم‌بازی پسران پادشاه بودند و به خوشگذرانی و آداب‌ورسوم شاهانه خو گرفته بودند؛ و حالا که ولی‌نعمتشان خلع و سفره‌شان برچیده شده بود، شاکی بودند که «آزادیِ شهروندان به اسارتمان انجامیده‌است.» ازقضا، همین زمان، تعدادی فرستاده ازجانب خاندان شاه آمدند که، بدون اشاره به بازگشت تارکوئینیان، خواستار استرداد اموال شاه مخلوع شدند. سنای روم در باب این تقاضا چند روز بحث و نظرخواهی کرد. سناتورها چنین حساب‌وکتاب می‌کردند که در صورت عدم استرداد اموال شاه، ممکن است خاندان شاه این عدم استرداد را بهانهٔ جنگ قرار دهد، اما در صورت استرداد ممکن بود این اموال خرج تأمین لوازم و تدارکات جنگی شود. در این چند روزی که سنا مشغول بحث بود، آن فرستادگان به‌کار دیگری می‌پرداختند: آشکارا استرداد اموال را می‌خواستند اما در نهان مشغول طرح‌ریزی برای بازگرداندن خاندان شاه بودند و چند جوانان اشرافی را با خود همراه کردند.
قرار شد برادرانْ ویتلیان و اکوئیلیان کار توطئه را انجام دهند. از قضا، خواهرِ ویتلیانْ همسر بروتوس بود. این زن از ازدواجش با بروتوس دو پسر به‌نام‌های تیتوس و تیبریوس داشت. دایی‌ها این دو پسر را نیز وارد توطئه کردند. در این میان، سنا تصمیم گرفت دارایی‌های تارکوئینیان را مسترد دارد؛ پس فرستادگان، به‌بهانهٔ آماده کردن وسایط نقلیهٔ لازم برای انتقال اموال تارکوئینیان، کمی دیگر در روم ماندند. این فرستادگان از توطئه‌گران خواستند که نامه‌هایی به خط خودشان برای تارکوئینیوس بنویسند تا او باور کند که ایشان واقعاً عزم قوی برای اجرای توطئه دارند و در هنگام ورود احتمالی خود و خاندانش به روم دستشان را در پوست گردو نمی‌گذارند. اما وقتی رسولان با توطئه‌چینان بر سر ضیافت شامی بودند، یکی از غلامان از ماجرا اطلاع یافت و کنسولان را خبر کرد. پس کنسولان فوراً از خانه راهی شدند و تمام توطئه‌گران را، به‌انضمام سفرای تارکوئینیوس، زنجیر کردند و توطئه خنثی شد.این‌بار، خشم سناتورها را فرا گرفت و ایشان تصمیم گرفتند اموال تارکوئینیان را بازپس ندهند، بلکه میان توده‌ها تقسیمش کنند تا نفرت میان خاندان شاهی و توده‌ها زیاد شود و هرگونه شانس صلح با شاه از بین برود.

### مجازات فرزندان

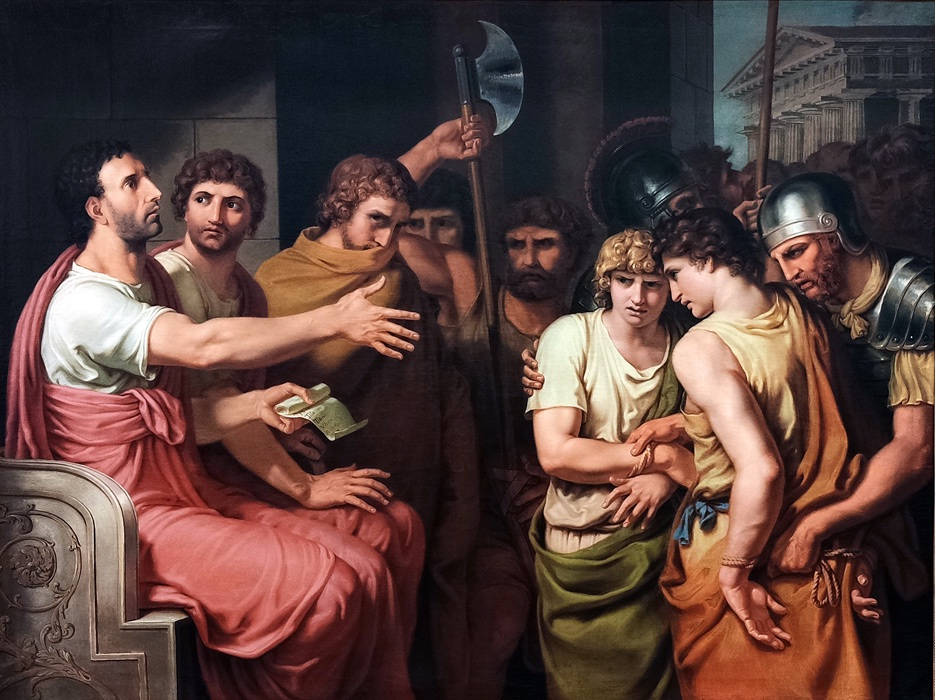
بروتوس نام دو پسرش را در نامه‌های توطئه‌گران می‌یابد و فرمان به اعدام آنان می‌دهد. (اثر یوهان تیشبین، ۱۸۰۰)

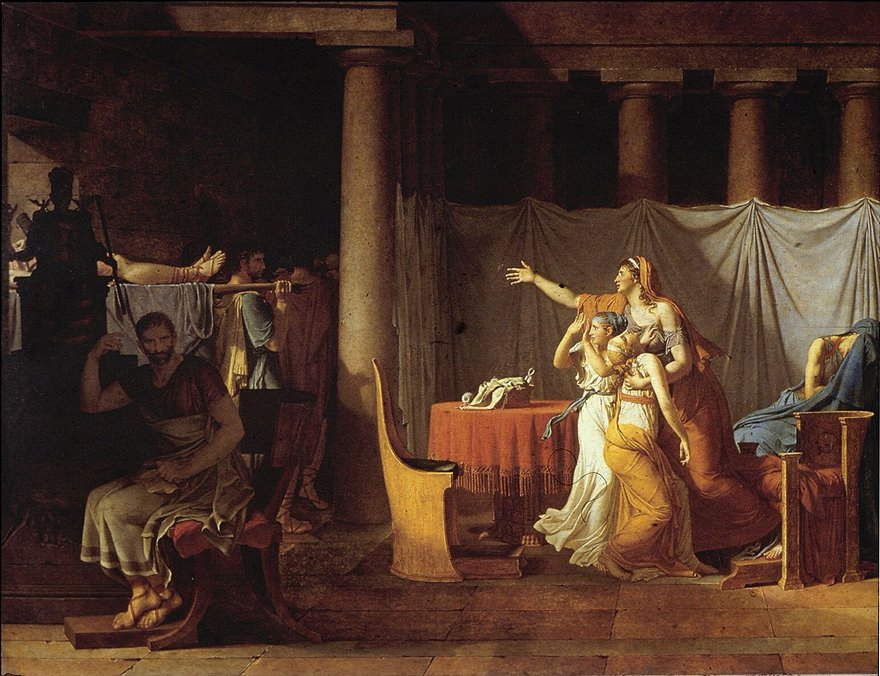
تبرداران برای بروتوس جسد پسرانش را می‌آورند، اثر ژاک-لویی داوید (۱۷۸۹)

توطئه‌گران نیز به مرگ محکوم شدند. آنچه محکومیت آنان را جالب‌تر کرده بود این بود که منصب کنسولیْ بروتوس را وادار کرده بود شخصاً پسرانش را مجازات کند. در میان محکومان به مرگ، جوانان اشرافی زیادی دیده می‌شدند، لیکن این پسران بروتوس بودند که توجهات را به خود جلب می‌کردند؛ زیرا مردم از خود می‌پرسیدند که چطور در سالی که جمهوری تأسیس شده و میهن آزاد گشته و بروتوس آزادی‌بخش آن بوده و اولین کنسول جمهوری شده‌است پسرانش باید به جمهوری و پدرشان خیانت بکنند. پس کنسولان بر کرسی کورولیشان نشستند و لیکتورها (تبرداران) را جلو فرستادند. ایشان نیز محکومان را لخت‌کردند و شلاق زدند و سپس با تبر گردنشان را قطع کردند؛ و در تمام این مدت احساسات پدرانهٔ بروتوس مشهود بود. پس از مجازات خائنان، برای آنکه درس عبرتی برای جلوگیری از تکرار این حوادث داده باشند، به غلامِ برملاکنندهٔ توطئهْ آزادی و حق شهروندی و پول از خزانهٔ دولت جایزه دادند.
نیکولو ماکیاولی، اندیشمند سیاسی ایتالیایی، اقدام بروتوس در کشتن فرزندانش را تأیید می‌کند و آن را سبب بقای جمهوری می‌داند:
«جامعه‌ای که با تحمل همهٔ دشواری‌ها توانسته‌است آزادی خود را به‌چنگ آورد در داخلهٔ خود فقط دشمن می‌یابد نه دوست؛ زیرا همهٔ کسانی که از ثروت حاکم زورگو سهمی برده و بر سفرهٔ حکومت استبدادی پیشین چریده‌اند همین که آن چشمه خشک می‌شود، مجبور می‌شوند بکوشند حکومت پیشین را به کشور بازگردانند تا دوباره از ثروت و حرمت پیشین بهره‌ور گردند. پس جامعهٔ آزاد در داخل خود هیچ دوستی نمی‌یابد، زیرا چنین جامعه و دولتی تنها به عده‌ای اندک پاداش و افتخار می‌بخشد نه به گروهی بزرگ.
پس از آزاد شدن روم از قید شاهان، برای چیرگی بر مزاحمت‌های دشمنان آزادی هیچ وسیله‌ای مؤثرتر و نجات‌بخش‌تر و ضروری‌تر از کشتن پسران بروتوس نبود. اینان تنها بدین سبب با همدستی عده‌ای از جوانان رومی به توطئه برضد میهن خود دست زدند که در حکومت جمهوری دیگر از اعتبار فوق‌العاده‌ای که در زمان سلطنت شاهان داشتند برخوردار نبودند و آزادی ملت را اسارت خود می‌انگاشتند؛ بنابراین، کسی که زمام حکومت بر کشوری را بدست می‌گیرد اگر مخالفان نظام نو را از میان برندارد، باید بداند که دولتی که بنیاد نهاده‌است دوام نخواهد یافت.»— نیکولو ماکیاولی، گفتارهایی در باب ده کتاب نخست تیتوس لیویوس، ترجمهٔ محمد حسن لطفی، انتشارات خوارزمی، کتاب نخست، فصل ۱۶

### نخستین ایستادگی در برابر سلطنت‌طلبان (۵۰۹ ق. م)
پس چون تارکوئینیوس از ماجرا باخبر شد، در خشم شد و بر آن شد این‌بار تاج‌وتختش را نه با حیله و توطئه، که با جنگ علنی بازپس بگیرد. پس ملتمسانه به شهرهای گوناگون اتروریا رفت. بیش از همه، اهالی شهرهای ویئی و تارکوئینیئی را (هر دو از قوم اتروسکان) التماس کرد و از ایشان خواست که اجازه ندهند که «من و فرزندانم، که همین تازگی‌ها شاه بودیم و حالا به خواری و دربه‌دری افتاده‌ایم، از بی‌خانمانی تلف شویم؛ چه ما نیز از نژاد اتروسکان و خویشاوند شماییم.» و گفت که قصد دارد از شهروندان ناسپاسش انتقام بکشد، و ایشان را تشویق کرد که یاری‌اش کنند، چه با یاری کردن به او می‌توانند از آن‌همه شکست‌هایی که از رومیان خورده‌اند انتقام بکشند. از یک‌سو، وینت‌ها تحت‌تأثیر انتقام‌جویی‌اش واقع شدند و کینه‌های گذشته‌شان با رومیان را به‌یاد آوردند و بر آن شدند که دعوتش را بپذیرند تا شاید رومیان را با سرداری یک رومی شکست دهند، از آن‌سو نیز اهالی تارکوئینیئی ــ که تاکنون با رومیان نجنگیده بودند ــ به اینکه شخصی خویشاوند و هم‌نامشان در روم پادشاهی کند افتخار می‌کردند. پس دو شهرِ اتروسکیِ نامبرده سپاهی در اختیارش نهادند تا تاج‌وتختش را بازپس گیرد. وقتی به سرحدات روم رسیدند، کنسولان برضد ایشان به‌راه افتادند: والریوس پیاده‌نظام را و بروتوس سواره‌نظام را رهبری می‌کردند. در سوی دشمن، آرونس تارکوئینیوس، فرزند شاه مخلوع، فرماندهی سواره‌نظام را و پدرش نیز فرماندهی پیاده‌نظام را داشت. نخست، سواران هر دو ارتش جلو آمدند. آرونس از روی لیکتورها توانست بروتوس را بشناسد. پس با دیدن اویی که خانواده‌اش را از روم تبعید کرده و تاج‌وتخت را از آنان گرفته بود برانگیخته شد و اسبش را مهمیز زد و، سرشار از انتقام‌جویی، به‌سویش تاخت. آن دوره، مشارکت شخصی سرداران در جنگ نشانهٔ شرافت و غرورشان بود. پس بروتوس مبارزطلبی‌اش را پذیرفت و به‌سویش تاخت. در جنگ تن‌به‌تنی که روی داد، هر دو کشته شده از اسبشان به زمین افتادند. آنگاه سواران و سپس پیادگان نیز وارد کارزار شدند. و در این جنگ هیچ‌یک از دو طرف پیروز نشد. اما اتروسکان (وینت‌ها و اهالی تارکوئینیئی) چنان ترسیدند که کار را ول کرده شبانگاه به خانه‌های خود بازگشتند. داستانی خرافی می‌گوید که سبب این کارشان صدای سیلوانوس بود که شبانگاه از جنگل برآمد و گفت «اتروسکان یک نفر بیشتر کشته داده‌اند، پس پیروز این نبرد رومیانند.» پس چون صبح شد اثری از دشمن نیافتند.

### خاک‌سپاری
کنسولِ باقی‌مانده، والریوس، پس از بازگشت به روم، برای همکار متوفی‌اش یک مراسم ترحیم باشکوه برگزار کرد، اما آنچه بزرگ‌ترین زینت این مراسم بود عزاداری شهروندان به‌مدت یک‌سال بود، مخصوصاً بانوان که بر او چونان یک پدر گریستند، پدری که از عفتِ هتک‌حرمت‌شدهٔ لوکرتیا انتقام سختی کشیده بود.